# 나현재
나현재(본명: 김재용, 1952년 2월 23일 ~ )은 대한민국의 가수이다.

## 데뷔
- 1994년 1집 앨범 '사랑은 하나입니다'

## 음반
- 2016년 참 좋다 / 동반자
- 2010년 향수의 꽃다발 7, 8집
- 2009년 특별한 당신
- 2009년 향수의 꽃다발 5, 6집
- 2008년 트롯트가요 25시 Vol
- 2008년 반려자 / 야속한 당신
- 2008년 향수의 꽃다발 3, 4집
- 2007년 오직 사랑 / 실향민의 노래 / 이별이 오네요
- 2007년 베스트 (야속한 당신)
- 2007년 오직 당신뿐
- 2007년 향수의 꽃다발 1, 2집
- 2006년 오직 사랑
- 2003년 골든집
- 2002년 사랑은 하나입니다
- 2002년 나는 남자다
- 1998년 내가 정말 바보였나 / 눈물을 보이지 마오
- 1994년 사랑은 하나입니다 / 슬픈 화가의 눈물
- 1990년 사랑이 별 뽕짝 2집